# حسین خسروی
حسین خسروی سیاست‌مدار ایرانی بود، که در  دوره بیست و سوم  به‌عنوان نماینده الیگودرز در مجلس شورای ملی حضور داشت.